# Oost-Koreastroom

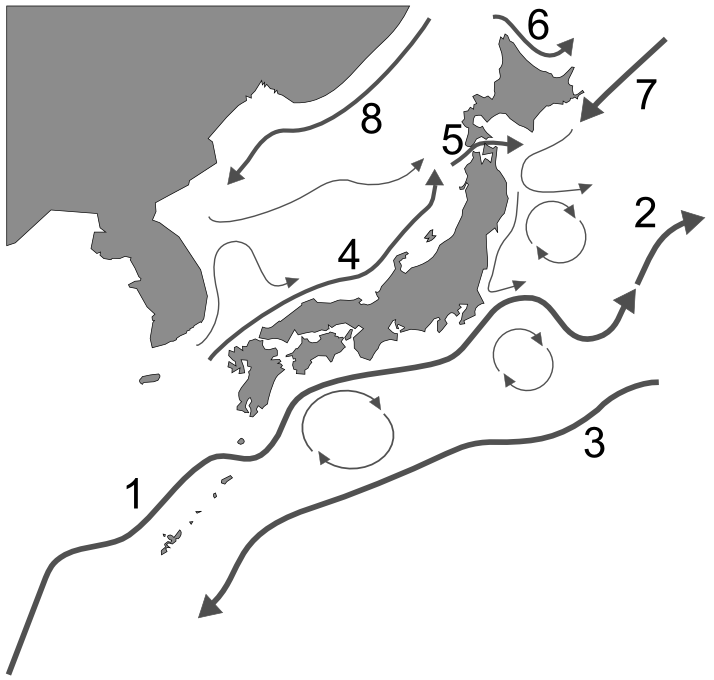
De Oost-Koreastroom is de ∩-vorm tussen 4 en het Koreaans Schiereiland

De Oost-Koreastroom (afgekort als EKWC) is een warme zeestroom in het noordwesten van de Grote Oceaan in de Japanse Zee die in noordelijke en oostelijke richting stroomt. De zeestroom ligt voor de oostkust van het Koreaans Schiereiland van Zuid-Korea.
Als aftakking van de Kuroshio stroomt de Tsushimastroom in noordelijke richting door de Straat Korea (tussen Japan en Korea). Na het passeren van de zeestraat buigt de Tsushimastroom in noordoostelijke richting af langs de kust van Japan, terwijl de Oost-Koreastroom aftakt en noordwaarts langs de oostelijke kust van Korea stroomt.
Onder invloed van de koude Limanstroom en diens verlenging de Noord-Koreastroom vanuit het noorden langs de noordkust van de Japanse Zee, buigt de Oost-Koreastroom in zuidoostelijke richting af.
De zeestroom stroomt door de mariene ecoregio Japanse Zee.